# Dünnlippige Meeräsche
Die Dünnlippige Meeräsche (Chelon ramada, Syn.: Liza ramada) ist eine Art der Meeräschen, die im Nordostatlantik, der Nordsee sowie dem Mittelmeer und dem Schwarzen Meer anzutreffen ist.

## Merkmale
Die Dünnlippige Meeräsche hat einen für die Meeräschen charakteristischen langgestreckten, spindelförmigen Körper und erreicht eine Körperlänge von durchschnittlich 40 und maximal 70 Zentimetern bei einem Gewicht von maximal 2,9 Kilogramm. Der oberseits abgeflachte Kopf besitzt ein endständiges Maul. Im Gegensatz zur Dicklippigen Meeräsche besitzt sie keine vergrößerte Oberlippe und auch keine Ausstülpungen (Papillen). Der Rücken ist graublau, die Flanken sind silbergrau gefärbt und besitzen mehrere feine dunkle Längslinien.
Meeräschen besitzen zwei Rückenflossen, die erste hat 4 harte Flossenstrahlen und die zweite einen harten und 7 bis 8 weiche, die Afterflosse 3 harte und 9 weiche Flossenstrahlen. Die Bauchflossen sind brustständig.

## Verbreitung
Die Dünnlippige Meeräsche ist im nordöstlichen Atlantik von Norwegen, der Nord- und der westlichen Ostsee bis nach Westafrika im Bereich des Senegal sowie um die Kapverdischen und Kanarischen Inseln anzutreffen. Außerdem lebt sie im Mittelmeer sowie im Schwarzen Meer.

## Lebensweise
Meeräschen leben als ausgesprochene Schwarmfische im küstennahen Bereich, wobei sie gelegentlich auch in Lagunen und Flussmündungen eindringen. Sie sind dabei im Sommer vor allem im Bereich der Oberfläche anzutreffen und weiden bodennah Aufwuchsalgen und Wirbellose ab. Im Winter ziehen sie sich in nördlichen Gebieten in tiefere Schichten zurück und stellen die Nahrungsaufnahme weitestgehend ein.
Die Laichzeit fällt im Mittelmeer in den Oktober bis Dezember und in nördlicheren Gebieten in den März bis April. Die Eier werden in das Freiwasser abgegeben und schweben aufgrund von eingelagerten Öltröpfchen im Oberflächenwasser. Das Lebensalter dieser Art kann bis zu 9 Jahre betragen.

## Bedeutung für den Menschen
Meeräschen sind beliebte Speisefische, die im offenen Meer gefangen und auch in Aquakultur gehalten werden.
Die Dünnlippige Meeräsche ist zweiter Zwischenwirt des Darmegels Heterophyes aequalis. Ungenügend erhitzter Fisch kann in den Endemiegebieten im südöstlichen Mittelmeerraum eine Heterophyose auslösen.

## Belege
1. 1 2 3 4 5 6 7  Andreas Vilcinskas: Fische – Mitteleuropäische Süßwasserarten und Meeresfische der Nord- und Ostsee. BLV Verlagsgesellschaft, München 2000; S. 142; ISBN 3-405-15848-6.
2. 1 2 3 4  Dünnlippige Meeräsche auf Fishbase.org (englisch)
3. ↑  Jong-Yil Chai, Bong-Kwang Jung: Fishborne zoonotic heterophyid infections: An update. In: Food and Waterborne Parasitology. Band 8–9, 2017, S. 33–63.